# Naissance en 907
Naissance
- 903
- 904
- 905
- 906
- 907
- 908
- 909
- 910
- 911

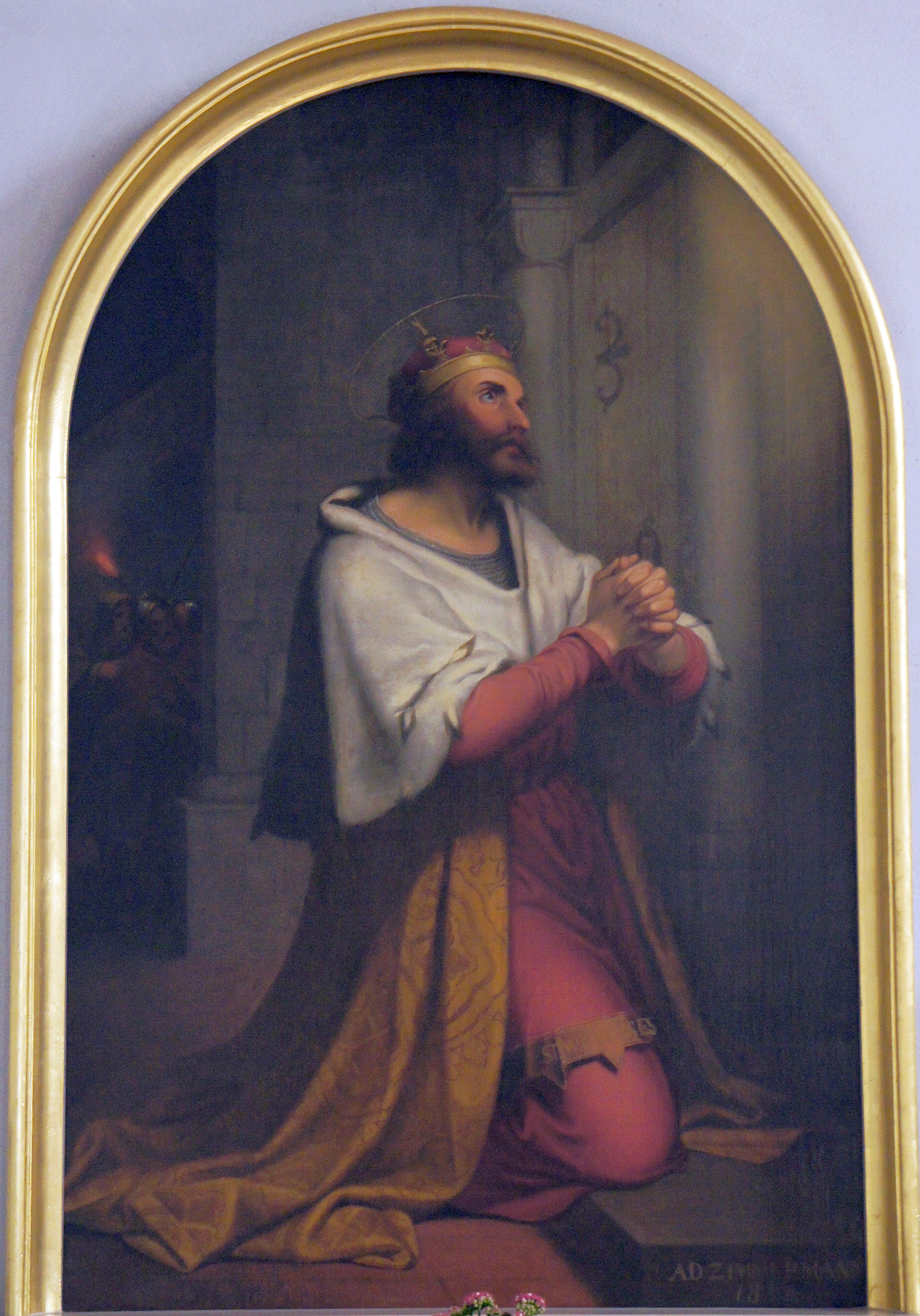
Venceslas Ier de Bohême né vers 907.

Cette page dresse une liste de personnalités nées au cours de  l'année 907 :
- 26 novembre : Rudesinde, évêque de Mondoñedo.

- Ar-Radi, calife abbasside.
- Parantaka I (en), roi des Chola.

date incertaine (vers 907)
- Berthe de Souabe, dite la Filandière ou la reine fileuse, fille de Burchard II, duc de Souabe.
- Venceslas Ier de Bohême, souverain tchèque qui fut duc de Bohême, saint patron de la République tchèque.

## Crédit d'auteurs
- Cet article est partiellement ou en totalité issu de l'article intitulé « 907 » (voir la liste des auteurs).